# 阿吉利亚
阿吉利亞（西班牙語：Aguililla）是墨西哥米肯卻州轄下的一個城市。根據墨西哥官方所做的人口普查數據顯示，居住於阿吉利亞的總人口數量大約為15000人。
從2019年底開始，阿吉利亞便成為墨西哥兩個最惡名昭彰的販毒集團：哈利斯科新生代贩毒集团以及联合贩毒集团發生衝突的熱點。